# Клониране
Клонирането е процес на получаване на организъм (клонинг) или клетка чрез безполово размножаване.
През 1952 г. Робърт Бригс и Томас Кинг клонират жаба чрез трансфер на ядра от соматични клетки. Аналогична техника е използвана и при клонирането на овцата Доли. Опитът с жабите е първият успешен експеримент за клониране на висш организъм .
През 1996 г. изследователите от института Розлин в Шотландия клонират успешно овцата Доли. Тя е първият клониран бозайник. Тя боледува от рак на белия дроб и има артериални кризи. Посмъртното изследване на Доли показва, че с изключение на двете заболявания организмът ѝ е функционирал нормално. Доли е майка на шест агнета, родени по обикновения начин. Световната организация за интелектуалната собственост (СОИС) при ООН дава на института изключителното право да клонира всички живи организми (без да изключва и хората) до 2017 г.
След 1997 г. успешно клониране при различни животни е осъществено в редица развити страни – Франция, Великобритания, Япония, Корея и др.
Клонирането на човек се отхвърля от световната общност по етични причини и поради невъзможността тази дейност да бъде контролирана.
Въпреки това през август 2004 г. изследователи от университета в Нюкасъл, Великобритания получават разрешение да извършат терапевтично клониране, като използват човешки ембриони за извличане на стволови клетки, които могат да бъдат използвани за лечения на болестта на Алцхаймер, на Паркинсон и на диабет. Това разрешение се основава на Закона за клониране на човешки гени, влязъл в сила на 31 януари 2001 г.
При растенията клонирането се основава на вегетативното размножаване. То може да бъде постигнато по различни начини: чрез вкореняване на резници и отводки, чрез присаждане, по метода in vitro и др. За разлика от животните, при много растителни видове то е лесно осъществимо и се прилага от хората от хилядолетия.

## Критика
Клонирането поставя множество етични въпроси и предизвиква отрицателните реакции на много религиозни общности.